# Obtener un sí
«Obtener un sí» es una canción escrita e interpretada por la cantante y compositora colombiana Shakira, incluida en su cuarto álbum de estudio, Fijación oral vol. 1 (2005). Esta canción es un homenaje a la bossa nova, estilo musical brasileño de finales de 1950.

## Listas
Hasta ahora, Obtener un sí se ha colado hasta el puesto #69 en las listas colombianas y en el U.S. Billboard Hot Latin Tracks hasta el puesto #48. La canción no se lanzó oficialmente como sencillo, en Chile se lanzó esta canción como sencillo no oficial. En Brasil, la canción fue lanzada como sencillo como tema de la novela brasileña "Paginas da vida" (páginas de la vida. el sencillo promocinal se vende en Ebay como artículo RARE a un elevado costo.No presenta video musical.
| Listas (2006)           | Posición |
| ----------------------- | -------- |
| U.S. Hot Latin Tracks   | 48       |
| Colombia Singles Charts | 69       |
| Radio Carolina (Chile)  | 13       |